# 布魯克特里帕克 (北達科他州)
布魯克特里帕克（英語：Brooktree Park）是位於美國北達科他州卡斯縣的普查規定居民點。

## 人口
根據2020年美國人口普查的數據，布魯克特里帕克的面積為0.46平方千米，皆為陸地。當地共有人口76人，而人口密度為每平方千米165.22人。